# Giscone (figlio di Annone)
Giscone (IV secolo a.C.) (fl. IV secolo a.C.) fu re di Cartagine.
Giscone era figlio di Annone I il Grande, precedente monarca di Cartagine. Dopo la battaglia del Crimiso (339 a.C. circa), pose fine alla guerra del suo popolo contro Timoleonte.